# Empis freidbergi
Empis freidbergi är en tvåvingeart som beskrevs av Chvala 1999. Empis freidbergi ingår i släktet Empis och familjen dansflugor. Inga underarter finns listade i Catalogue of Life.